# Gekijōban mahōka kōkō no rettōsei: Hoshi o yobu shōjo
Gekijōban mahōka kōkō no rettōsei: Hoshi o yobu shōjo (劇場版 魔法科高校の劣等生 星を呼ぶ少女? lett. "Lo studente mediocre di una scuola superiore di magia versione cinematografica: La ragazza che chiama le stelle") è un film d'animazione cinematografico giapponese del 2017 basato su una storia originale scritta da Tsutomu Satō con i personaggi della sua serie di light novel The Irregular at Magic High School. Prodotto da 8-Bit e distribuito da Aniplex, il film è diretto da Risako Yoshida da una sceneggiatura scritta da Satō e Muneo Nakamoto. Ambientato dopo gli eventi dell'undicesimo volume della light novel, il film segue i fratelli Shiba che si godono le vacanze primaverili su un'isola con i loro amici quando incontrano una giovane ragazza in fuga.
Il progetto di un film anime è stato annunciato nel marzo 2016, con Saori Hayami e Yūichi Nakamura che riprendono i rispettivi ruoli dalla serie anime The Irregular at Magic High School nei panni dei fratelli Shiba, Miyuki e Tatsuya. Il cast della serie anime è stato confermato per il film a ottobre 2016 e a marzo 2017, mentre a marzo e aprile sono stati annunciati nuovi doppiatori, tra cui Konomi Kohara come voce del personaggio originale Kokoa.
Gekijōban mahōka kōkō no rettōsei: Hoshi o yobu shōjo è stato proiettato in anteprima contemporaneamente a Tokyo e Osaka il 5 giugno 2017 ed è uscito in Giappone il 17 giugno seguente. Il film ha incassato oltre 5 milioni di dollari in tutto il mondo.

## Trama
Alla fine di marzo del 2096, Tatsuya Shiba e la sua sorellina Miyuki si godono le vacanze di primavera insieme a Erika Chiba, Leonhard Saijo, Mizuki Shibata, Mikihiko Yoshida e Honoka Mitsui in una villa di proprietà della famiglia di Shizuku Kitayama alle isole Bonin, quando Tatsuya riceve l'ordine dall'esercito di distruggere un asteroide in rotta di collisione con la Terra. Dopo aver trascorso del tempo in un quartiere commerciale dell'isola di Minamitate, gli amici di Miyuki trovano una ragazza nascosta nel loro areo mentre tornano alla villa. Scoprono il suo nome, Kokoa, e il suo coinvolgimento in un esperimento con altre otto maghe identiche modificate, note come la serie Watatsumi, che vengono utilizzate in un'enorme macchina CAD per attivare una sequenza magica su larga scala. Kokoa chiede il loro aiuto per salvare le altre in una struttura di ricerca a Minamitate, dove viene aiutata dalla dottoressa Morinaga a fuggire e a incontrare la sorella della sua ex studentessa Mayumi Saegusa.
Con l'aiuto di Miyuki, Erika, Leon e Mikihiko, Tatsuya si infiltra nella struttura di ricerca e salva la prigioniera Morinaga, che rivela che l'esperimento per la creazione di una magia di classe strategica chiamata "Meteorite Fall" è in grado di far cadere sulla Terra un oggetto astrale, destinato a essere usato come arma per eguagliare il Material Burst usato durante l'Halloween Ardente. Nel frattempo, i maghi dell'organizzazione militare Stars degli Stati Uniti del continente nordamericano (USNA), guidati da Angelina Kudou Shields, iniziano la loro operazione per distruggere l'impianto di ricerca e impedire la creazione di un'altra magia di classe strategica. Dopo aver salvato le Watatsumi, Tatsuya viene a sapere che la caduta del meteorite provoca la discesa verso la Terra della stazione spaziale Seventh Plague, di proprietà dell'USNA, che trasporta bombe all'uranio.
Mentre assistono le Watatsumi per metterle in salvo, Erika e Leon incontrano i maghi stellari Ralph Algol e Ralph Hardy Mirphak che attaccano la struttura. Katsuto Jumonji arriva per assistere Erika e Leon nella loro battaglia. Dopo aver distrutto l'enorme macchina CAD per evitare che l'esperimento si ripeta, Tatsuya si rivolge ad Angelina per chiederle aiuto per gestire la stazione spaziale, facendosi inviare nello spazio dove riesce a distruggerla prima che entri nell'atmosfera. La distruzione della stazione spaziale provoca la comparsa di un'aurora nel cielo notturno. Accompagnata da Honoka, Shizuku, Saegusa e Mari Watanabe, Kokoa si riunisce alle altre Watatsumi presso la sede del Kanto dell'Associazione Magica.

## Produzione
Nel marzo 2016, lo staff di Dengeki Bunko ha annunciato per la prima volta sul suo account Twitter un "annuncio importante" che sarebbe stato incluso sulla copertina del diciannovesimo volume della serie di light novel The Irregular at Magic High School. All'uscita del volume nello stesso mese, l'annuncio ha confermato che è stato dato il via libera al progetto di un film anime, che si sarebbe basato su una nuova storia originale scritta dall'autore della serie di light novel, Tsutomu Satō. Inoltre, è stato confermato che Saori Hayami e Yūichi Nakamura sarebbero tornati a ricoprire i rispettivi ruoli dalla serie televisiva anime del franchise nel film come Miyuki Shiba e Tatsuya Shiba.
Nell'ottobre 2016 sono stari rivelati un personaggio originale di nome Kokoa e il titolo completo del film. Inoltre, è stato rivelato che Yumi Uchiyama, Takuma Terashima, Satomi Satō, Atsushi Tamaru, Sora Amamiya e Yuiko Tatsumi avrebbero ricoperto i rispettivi ruoli della serie anime nel film rispettivamente nei panni di Erika Chiba, Leonhart Saijo, Mizuki Shibata, Mikihiko Yoshida, Honoka Mitsui e Shizuku Kitayama. Nel febbraio 2017 è stato rivelato lo staff che avrebbe diretto il film presso 8-Bit, tra cui Risako Yoshida come regista, l'illustratrice della serie di light novel Kana Ishida come character designer e direttore capo dell'animazione, Satō e Munemasa Nakamoto della WriteWorks come sceneggiatori, Yūki Kawashita come direttore della fotografia e Kashiko Kimura come montatore.
Nel marzo 2017 è staro rivelato che Yōko Hikasa e Konomi Kohara avrebbero doppiato rispettivamente i personaggi di Angelina Kudou Shields e Kokoa. Inoltre, sono stati confermati Kana Hanazawa, Marina Inoue e Jun'ichi Suwabe come Mayumi Saegusa, Mari Watanabe e Katsuto Jumonji. Nell'aprile 2017, Jin Yamanoi, Satoshi Hino e Masaki Aizawa sono stati annunciati come le rispettive voci di Benjamin Canopus, Ralph Algol e Ralph Hardy Mirphak, maghi stellari degli Stati Uniti del continente nordamericano.

## Colonna sonora
Taku Iwasaki è stato confermato come compositore del film nel febbraio 2017, dopo averlo fatto in precedenza per la serie anime televisiva. Nel marzo 2017 è stato rivelato che i Garnidelia avrebbero cantato la sigla finale del film, intitolata Speed Star. Il singolo è stato pubblicato in Giappone il 14 giugno 2017, mentre la colonna sonora originale del film è stata pubblicata da Aniplex il 24 gennaio 2018.
Musiche di Taku Iwasaki.
1. The capsule – 2:55
2. Description1 – 0:50
3. DOSKOI – 1:20
4. Revenge of Ballerina – 2:18 (testo: Suzi Kim e Caoli Cano – musica: Taku Iwasaki)
5. release – 0:44
6. KNMR – 2:07
7. bitter – 0:31
8. ×-game – 1:23
9. escape – 0:27
10. soldier1 – 0:32
11. soldier2 – 1:12
12. kielo – 2:02 (testo: Nahoko Kakiage – musica: Taku Iwasaki)
13. mercy – 3:37
14. HNM – 1:54
15. Description2 – 2:50
16. Opus-12 – 2:22
17. TTY – 1:45
18. HNWK – 1:06
19. 、、、、 – 1:02
20. Shikata arimasen wa ne (仕方ありませんわね?) – 0:59
21. Moval Suit – 2:19
22. atmosphere – 0:24
23. AKK – 1:55
24. Seventh plague – 2:05
25. kielo2 – 1:24
26. Psycho Bastard – 2:28
27. MD vs PLX – 1:55
28. failure – 2:02
29. Zuko – 1:04
30. Description3 – 0:42
31. HTDU – 4:29
32. SDO – 2:35
33. Not Used – 0:30
34. Garnidelia – Speed Star – 4:05 (testo: MARiA – musica: toku)

## Promozione
Il primo video promozionale e la key visual del film sono stati resi disponibili a marzo 2016. Il secondo video promozionale e la key visual sono state pubblicate a ottobre 2016. Il film ha ricevuto la terza key visual a febbraio 2017, la quarta a marzo e la quinta e ultima ad aprile dello stesso anno. Aniplex ha distribuito i primi due minuti del film il 12 giugno 2017. Uno speciale televisivo dedicato alla pellicola con una gara tra l'ex atleta Sō Takei e Tatsuya è stato trasmesso in Giappone su Tokyo MX e su BS11 il 15 giugno.
Gli spettatori che hanno assistito alle proiezioni del film dal 17 al 23 giugno 2017 hanno ricevuto in omaggio un romanzo originale scritto da Satō e illustrato da Ishida intitolata  Bishōjo mahō senshi Plasma Lina (美少女魔法戦士プラズマリーナ?, Bishōjo mahō senshi Purazuma Rīna, lett. "La bellissima guerra magica Plasma Lina"), che presenta l'infanzia di Angelina Kudou Shields prima di unirsi alla Stars. Ulteriori romanzi sono stati regalati agli spettatori che hanno visto il film in Giappone: Mahōka kōkō no rettōsei 'IF' (魔法科高校の劣等生「IF」? lett. "Lo studente mediocre di una scuola superiore di magia 'IF'"), che presenta i personaggi femminili del franchise che diventano idol, e Zoku tsuioku-hen: Itetsuku shima (続・追憶編--凍てつく島--? lett. "Arco del ricordo: Isola glaciale"), che segue gli studenti delle scuole medie Miyuki e Tatsuya sull'isola di Miyaki per l'allenamento della magia Niflheim di Miyuki.
Tra i partner promozionali del film figurano la Onigiri Society, che ha prodotto un onigiri collaborativo, Mameshiba, che ha prodotto i personaggi di Tatsuya e Miyuki in stile Mameshiba che sono stati presentati in quattro video pubblicitari e hanno avuto dei prodotti di merchandising dedicati disponibili nei cinema; i giochi per cellulari giapponesi Pocolon Dungeons, The Samurai Kingdom: Senran e Himegami Emaki; l'azienda giapponese di utensili GodHand, che ha prodotto una maglietta limitata raffigurante il personaggio di Tatsuya Shiba; Karaoke no Tetsujin; e il caffè NewType Shinjuku.
Un adattamento manga del film disegnato da Pinake è stato serializzato dal 26 agosto 2017 al 27 giugno 2018 sulla rivista Dengeki Daioh edita da ASCII Media Works. Prima della serializzazione, un capitolo che funge da prologo è stato pubblicato il 27 giugno 2017. I capitoli sono stati raccolti in 2 volumi tankōbon pubblicati dal 9 febbraio al 9 agosto 2018.

## Distribuzione

### Cinema
Gekijōban mahōka kōkō no rettōsei: Hoshi o yobu shōjo ha tenuto delle anteprime speciali per circa 750 ospiti contemporaneamente al cinema Shinjuku Wald 9 di Tokyo e al cinema Umeda Burg 7 di Osaka il 5 giugno 2017, ed è uscito in Giappone il 17 giugno.

### Home video
Il film è stato distribuito in Blu-ray e DVD da Aniplex in Giappone il 24 gennaio 2018 e in digitale il 25 aprile. I contenuti speciali delle edizioni limitate Blu-ray e DVD includono una versione romanzo del film scritta da Satō e illustrata da Ishida, lo speciale televisivo e un CD speciale con le canzoni Naked Star di Hikasa nel ruolo di Angelina e Sasayakana negai (ささやかな願い? lett. "Un piccolo desiderio") di Kohara nel ruolo di Kokoa.

## Accoglienza

### Incassi
Il film ha incassato 4 992 594 dollari in Giappone e 16 694 dollari in Australasia, per un totale mondiale di 5,01 milioni di dollari.
Il film ha guadagnato 163 milioni di yen (1 453 201 dollari) nel fine settimana di apertura in Giappone, posizionandosi al quinto posto del box office. Il film ha incassato 300 milioni di yen (2 674 604 dollari) nel secondo fine settimana e 400 milioni di yen (3 566 139 dollari) nel terzo fine settimana. Dopo due settimane, il film ha raggiunto il traguardo dei 500 milioni di yen al botteghino.

### Critica
Kim Morrissy di Anime News Network ha dato al film una "C+", ritenendo che fosse "un film popcorn con alcune belle scene d'azione all'interno di una trama indipendente per lo più irrilevante". Ha elogiato il "ritmo più serrato" del film, la colonna sonora e le scene di fanservice che "funzionano ragionevolmente bene", mentre ha criticato la "scarsa animazione e l'integrazione della computer grafica" e la storia "inaccessibile ai soli fan dell'anime":